# De Torres
I de Torres o Torres sono stati una famiglia nobiliare italiana, originaria di Malaga, nel Regno di Castiglia e León.

## Storia
La famiglia de Torres è originaria del Regno di Castiglia e León. Si diffuse in Italia, inizialmente a Napoli, a partire dal XV secolo sotto il governo di Ferrante I d'Aragona.
Uno dei primi esponenti del casato italiano fu Francesco de Torres (detto «il Rosso») che, nel 1465, fu doganiere a Castellammare di Stabia ed ebbe in dono il feudo di Crucoli in Calabria. La figlia di Francesco, Aurelia, si unì in matrimonio con il barone Cesare D'Aquino, cosicché il figlio della coppia, Giulio d'Aquino Torres, successe al padre nella baronia di Castiglione. Un ramo della famiglia si stabilì invece a Trani con Martino de Torres, che ottenne il governatorato della città pugliese e, dal XVIII secolo, anche quello della vicina città di Lucera. Luis de Torres fu nominato, nel 1548, arcivescovo di Salerno.
Al seguito di Ludovico I giunsero in Italia diversi suoi parenti, tra il quali il nipote Fernando (o Ferdinando) de Torres (1521-1590). Questi fu nominato incaricato d'affari per il Regno di Napoli presso la Santa Sede, stabilendosi a Roma, dove, nel rione Parione, fu realizzato il palazzo de Torres (poi Lancellotti) su progetto dell'architetto napoletano Pirro Ligorio. Fernando sposò il 26 aprile del 1551 Pentesilea Sanguigni, l'ultima esponente di una importante famiglia baronale romana, acquisendone il cognome.
Un fratello di Fernando, Ludovico II, divenne nel 1573 arcivescovo di Monreale. Un figlio del summenzionato Fernando, Ludovico III, gli succedette quale titolare di quella arcidiocesi nel 1588.
Un altro ecclesiastico della famiglia fu Cosimo de Torres, nominato cardinale nel 1622. Cosimo era il figlio di Giovanni (1554-1585) e della sua consorte Giulia Mattei. Giovanni era a sua volta il secondogenito di Fernando de Torres. Questo ramo della famiglia sarebbe continuato con Ludovico de Torres, marchese di Pizzoli, fratello maggiore di Cosimo. Ludovico sposò la nobildonna romana Vittoria Cenci, dalla quale ebbe Giovanni de Torres (1605-1662), arcivescovo metropolita di Salerno dal 1658 e diplomatico e Claudia (1614-1676). Quest'ultima sposò il marchese Scipione Lancellotti, marchese di Lauro. Tramite questo matrimonio il Palazzo De Torres pervenne alla famiglia Lancellotti acquisendo la sua denominazione attuale.
Nel 1574 il casato venne investito dell'ordine di Malta.
Tra il 1572 e il 1620 la famiglia de Torres acquistò il marchesato di Pizzoli, la baronia di Cagnano e la signoria di Barete, nell'Abruzzo Ultra. Il casato si insediò all'Aquila, dove fu edificato il palazzo Antonelli de Torres in via Roio e dove, a partire dal XVIII secolo, si trasferì il ramo romano.
Nel 1768 Giacinta de Torres, figlia di Gaspare de Torres, marchese di Pizzoli, si unì in matrimonio a Sisto Sforza Cesarini (1730-1802), figlio di Sforza Giuseppe Sforza Cesarini, III principe di Genzano ed erede del fidecommesso della famiglia Savelli. Da questo matrimonio si sarebbe originato il ramo degli Sforza Cabrera Bobadilla, estinto nel 1816 con la morte del figlio primogenito della coppia Francesco.
Nel 1816 Laura de Torres del ramo di Pizzoli sposò Luigi Dragonetti. Alla morte di Ferdinando de Torres, nel 1861, il ramo di Pizzoli si estinse in quello dei Dragonetti che, con Regio Decreto del 2 ottobre 1897, mutarono ufficialmente nome in “Dragonetti de Torres”.

## Blasonatura
La blasonatura della famiglia de Torres, la medesima per tutti i rami italiani del casato, è la seguente: Di rosso a cinque torri d'oro ordinate in croce di sant'Andrea.